# Enterococcus casseliflavus
Enterococcus casseliflavus es una especie de bacteria perteneciente al género Enterococcus, de la familia de las bacterias del ácido láctico, y es un coco Gram (+).
Los organismos del género Enterococcus se encuentran en intestinos de organismos sanos, pero son capaces de causar enfermedades en las vías urinarias y en heridas. 
Enterococcus casseliflavus se presenta en pares, y está pigmentado en un tono amarillo. Posee el gen Van-C2, por lo que tiene una resistencia de bajo nivel a los antibióticos glucopéptidos.
Representa menos del 5% de todos los aislamientos de Enterococcus, al igual que E. gallinarum, E. durans, E. Avium y E. raffinosus; y se ha considerado causante de infecciones graves en pacientes inmunodeprimidos.

## Ubicaciones
Se encuentra en aves de corral, en quesos, y en la flora del estómago y del intestino humanos, principalmente en los niños.

## Patología
En ciertos casos, puede presentarse como endocarditis.
Causa también hemorragias agudas digestivas de mucosa gástrica. Se asocia con varios tipos de infecciones como la meningitis y la bacteriemia. 

## Tabla de comparación
| Especies y Vancomicina, Resistencia α | N.º Cepas | Método de identificación                            | Producción de ácido de metil-α-D-Glucósido |
| ------------------------------------- | --------- | --------------------------------------------------- | ------------------------------------------ |
| E. faecalis VRE + VRE –               | 8 1 18    | PCR SDS-Análisis bioquímico SDS-Análisis Bioquímico | - -                                        |
| E. faecium VRE + VRE -                | 14 29 49  | PCR SDS-Análisis bioquímico SDS-Análisis Bioquímico | -                                          |
| E. gallinarum, VRE +                  | 14        | SDS-Análisis Bioquímico                             | +                                          |
| E. casseliflavus, VRE +               | 30        | SDS-Análisis Bioquímico                             | +                                          |
| E. flavescens, VRE +                  | 4         | SDS-Análisis Bioquímico                             | +                                          |
| E. mundtii, VRE -                     | 5         | SDS-Análisis Bioquímico                             | -                                          |
| E. durans, VRE + VRE -                | 2 14      | SDS-Análisis Bioquímico SDS-Análisis Bioquímico     | -                                          |
| E.Hirae, VRE -                        | 18        | SDS-Análisis Bioquímico                             | -                                          |